# Цинь Цзюшао
Цинь Цзюша́о (кит. 秦九韶, пиньинь Qín Jiǔsháo, XIII в.) — китайский математик. Считается одним из великих алгебраистов XIII—XIV вв. Автор сочинения «Девять книг по математике» (кит. 數書九章, «Шу шу цзю чжан»), в котором впервые в китайской литературе использован символ для нуля в виде кружка. Сочинение посвящено теории чисел и решению алгебраических уравнений. Это сочинение Цинь Цзюшао исследуется в вышедшей в 1973 году работе бельгийского ученого У. Либбрехта.